# Gran Yemen

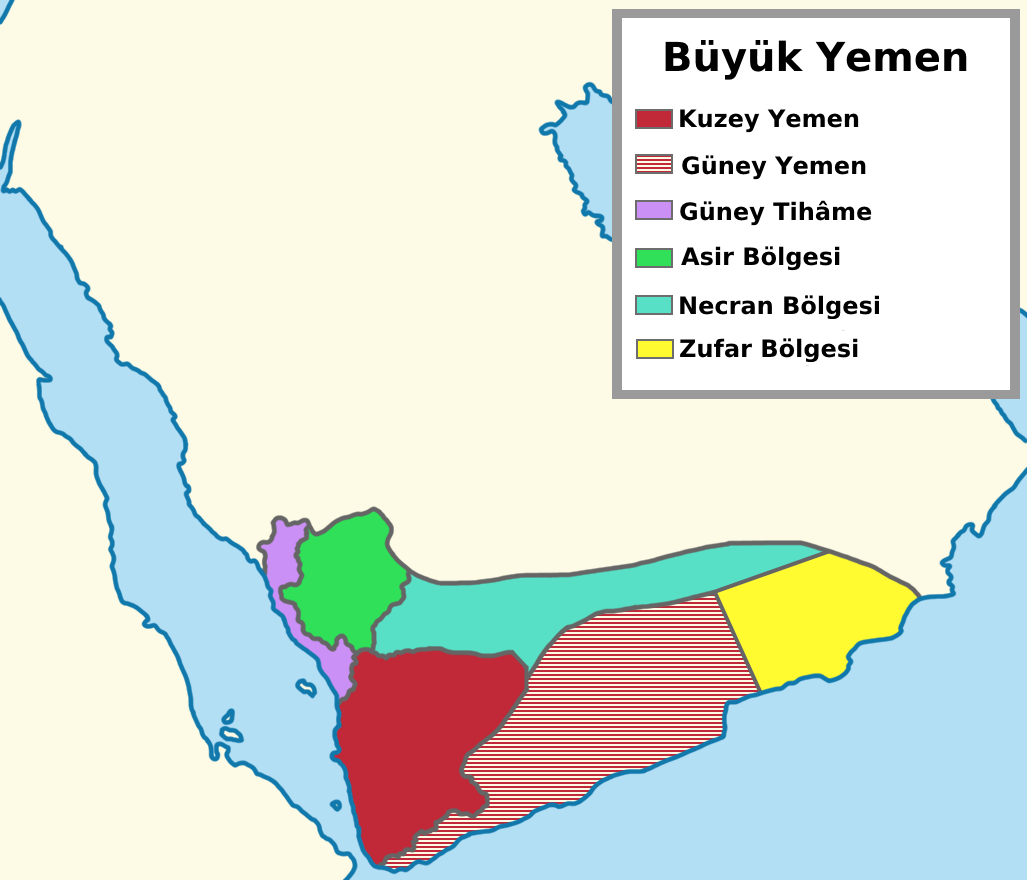
Gran Yemen

El actual Yemen conforma la mayor parte de los territorios del Gran Yemen.

El Gran Yemen es un término geográfico que abarca el territorio de la actual República del Yemen así como las regiones saudíes de Asir, la provincia de Najrán, la provincia de Jizán, las islas adyacentes del mar Rojo, Tihama y, a veces, la provincia omaní de Dhofar.
También es un término político que denota las aspiraciones irredentistas de unir estas zonas en un solo estado. Estas reclamaciones se basan en la noción histórica de Bilad al-Yaman así como en el Estado Rasulid de los siglos XIII al XV y al estado zaidí de finales del XVII y principios del XVIII que ocupaba la mayor parte del territorio del Gran Yemen.
En el siglo XX, el Imán Yahya, rey del Reino Mutawakkilita de Yemen (Yemen del Norte) intentó realizar estas aspiraciones, pero solo consolidó su control en el Alto Yemen, Bajo Yemen, Marib y Bajo Tihamah. Se vio forzado a permitir el control saudí sobre Asid y no pudo expulsar a los británicos de Adén ni de Hadhramaut.
En 1990, la formación de la República del Yemen vio la mayoría del territorio del Gran Yemen formando una unidad política por primera vez en dos siglos.